# Pâté aux prunes

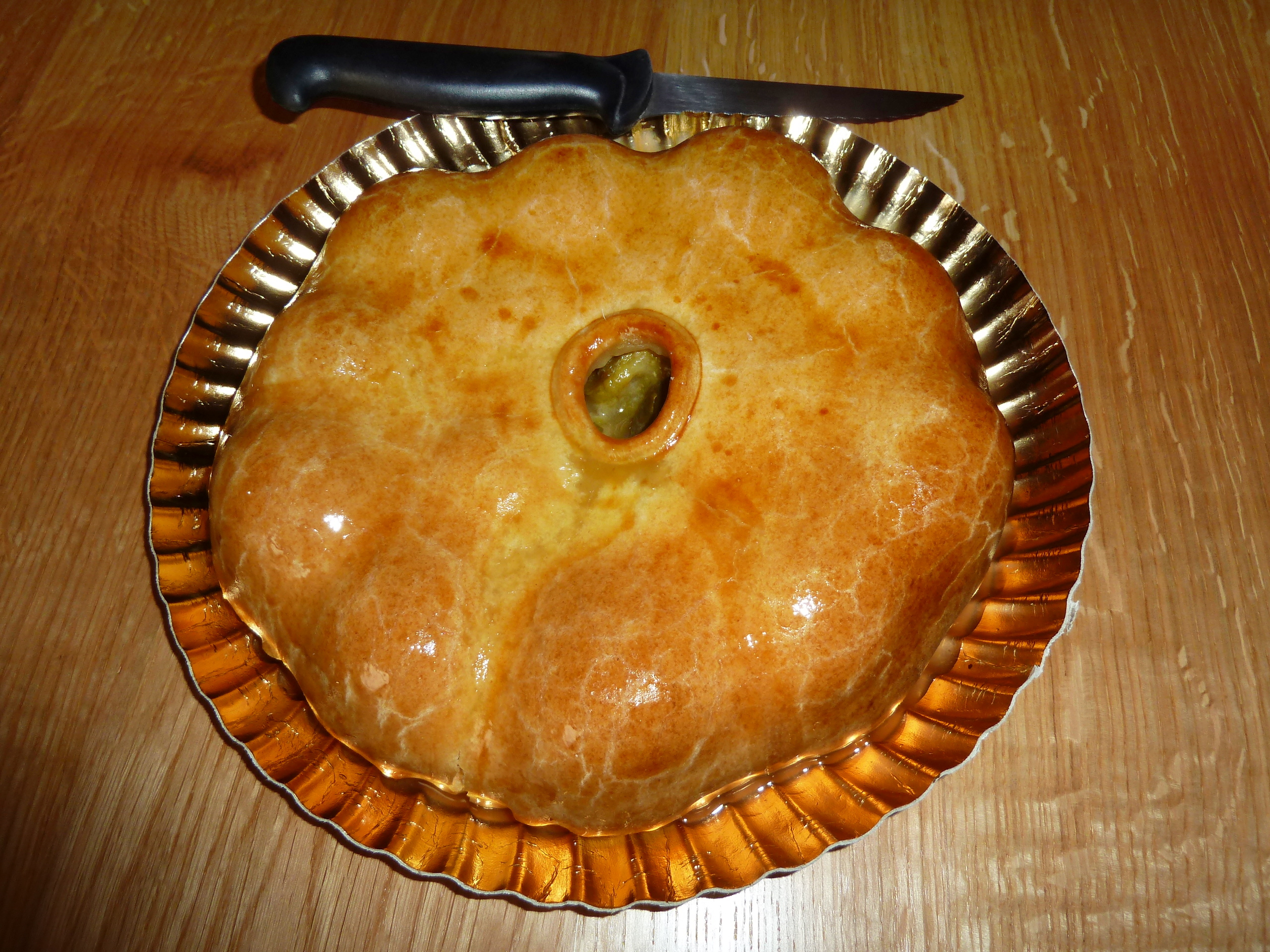
Un pâté aux prunes.

Le pâté aux prunes est une spécialité pâtissière angevine.
Le pâté aux prunes (dit aussi pâté de Pâques), on le trouve aussi en Deux-Sèvres très localisé en Bocage et Gâtine : La Chapelle st Laurent, Boismé, Largeasse... C'est une tradition pâtissière durant les fêtes de Pâques, ainsi que pendant tout l'été. Il est cuisiné en forme de gros chausson en pâte brisée ou surtout en pâte feuilletée. On le trouve chez les boulangers et pâtissiers à cette période de l'année.

## Description et origine
Le pâté aux prunes est semblable à une tourte, et confectionné à l'aide de prunes non dénoyautées, traditionnellement des reines-claudes, pendant la saison des cueillettes, c'est-à-dire pendant les mois de août à septembre.
Les prunes sont disposées sur une pâte brisée qui est refermée sur les fruits en ne laissant qu'une ouverture au milieu (la cheminée) permettant de conserver l'humidité du fruit pendant la cuisson,.
Il trouverait son origine dans les tourtes fabriquées dans les campagnes angevine, où la culture de la prune est très présente. Après la Seconde Guerre mondiale, sa confection se concentra de plus en plus vers les boulangeries-pâtisseries. Aujourd'hui, le pâté aux prunes reste très présent dans les boulangeries angevines, et très peu répandu en dehors du Maine-et-Loire.